# Lechweg
Lechweg je 125 km dlouhá dálková turistická trasa vedoucí z Formarinsee v obci Lech am Arlberg v rakouské spolkové zemi Vorarlbersko  k Lechfall u Füssenu v bavorském Allgäu.

## Průběh trasy
Lechweg sleduje tok řeky Lech a vede od jejího pramene ve Vorarlbersku přes oblast přírodního parku Lechtal-Reutte k Allgäu v bavorské správní oblasti Švábsko. Stezka byla otevřena 15. června 2012. Lechweg je první přeshraniční dálková turistická stezka, která je certifikována podle společných kritérií kvality Evropské asociace turistických klubů (ERA). Při svém otevření v roce 2012 stezka získala titul „Leading Quality Trails – Best of Europe“.
Lechweg začíná u Formarinsee ve Vorarlbersku a vede podél Formarinbachu, jehož soutokem se Spullerbachem vzniká Lech. Odtud vede Lechweg přes Lech am Arlberg, Warth, Lechleiten, Steeg a Holzgau k soutěsce Höhenbachtalschlucht. Přes Elbigenalp, Häselgehr a kolem vodopádu Doser v oblasti mezi Elmen a Martinau sleduje stezka řeku Lech až do Stanzachu. Odtud vede přes Pflacher Au k rakousko-německé státní hranici směrem na Alpsee, odkud mají turisté dobrý výhled na zámky Hohenschwangau a Neuschwanstein. Přes Kalvarienberg s pokračuje k Lechfall ve Füssenu, cílovému bodu stezky Lechweg.
Lechweg lze absolvovat v šesti až osmi etapách. Celkem se dělí na 15 úseků. Vybrané úseky je možné nahradit canyoningem nebo raftingem na Lechu. Lechweg je vhodný také pro méně zdatné turisty i pro procházky s dětmi. Začíná v nadmořské výšce okolo 1800 m a končí v nadmořské výšce okolo 800 m.
Většina trasy Lechweg je schůdná pěšky od května do října, ale na prvních dvou etapách mezi Formarinsee a Warthem jsou začíná sezóna až ve druhé polovině června. Do té doby je ještě třeba počítat se sněhovou pokrývkou. Kromě toho jsou i ubytování v Lechu a Warthu otevřena až od začátku sezóny a od této doby začíná také jezdit turistický autobus, který vozí turisty k Formarinsee.